# Труа, Франсуа де
Франсуа́ де Труа́ (фр. François de Troy; 1645, Тулуза — 21 ноября 1730, Париж) — французский живописец, мастер камерного портрета периода регентства. Представитель большой семьи французских художников. С 1708 года — директор Королевской академии живописи и скульптуры. Его сын — художник Жан-Франсуа де Труа (1679—1752).

## Биография
Франсуа де Труа родился в Тулузе в семье местного живописца Антуана Труа (1608—1684) и Аструг Борд. Его брат Жан де Труа (1638—1691) — также был живописцем. Франсуа получил основные навыки живописи от отца.
После 1662 года он отправился в Париж, чтобы изучать живопись у Клода Лефевра (1633—1675), известного художника-портретиста, и Николя-Пьера Луара (1624—1679). В 1669 году Франсуа де Труа женился на своячнице своего учителя Николя-Пьера Луара, Жанне Котель.
В 1670-х годах Франсуа де Труа подружился с живописцем, гравёром и дипломатом Роже де Пилем, который познакомил его с голландской и фламандской живописью. В 1674 году Франсуа был принят в члены Королевской академии живописи и скульптуры как художник исторического жанра за картину «Меркурий, отрубающий голову Аргусу». В 1693 году стал профессором, в 1708 году — директором и, наконец, в 1722 году — адъюнкт-ректором академии.
Выбранный Людовиком XIV для написания портрета дофина, Франсуа де Труа уехал в Баварию, демонстрируя положение, которым удостоил его король. В 1679 году ему было поручено написать портрет шведского посла Нильса Бильке, а в 1680 году — портрет Марии-Анны Баварской, вскоре после её замужества с Людовиком Французским. Среди портретируемых были мадам де Монтеспан, её сын Луи-Огюст де Бурбон и его жена Луиза-Бенедикт де Бурбон.
В 1690-х годах Франсуа де Труа стал главным придворным художником английского короля Якова II, находившегося в изгнании в Сен-Жермен-ан-Ле. Там же Франсуа де Труа стал учителем художника Алексиса Симона Белля. Между 1698 и 1701 годами, в период мира между Францией и Великобританией, якобиты (сторонники Якова II) могли пересечь Ла-Манш с портретами Джеймса Фрэнсиса Эдварда Стюарта и его сестры принцессы Луизы Мари Терезы Стюарт. Франсуа де Трeа был тогда единственным художником при дворе Якова II.
Художник скончался в Париже в 1730 году в возрасте восьмидесяти пяти лет.

## Творчество
Франсуа де Труа писал картины на исторические и мифологические сюжеты и портреты в академичном и несколько салонном стиле. Поэтому заказчики предпочитали его таким мастерам, как Никола де Ларжильеру и Гиацинту Риго, называя художника французским Тицианом и Ван Дейком. Франсуа де Труа писал портреты членов королевской семьи, придворных сановников, их жён и дочерей. Многие из его портретов воспроизведены в гравюрах Жераром Эделинком, Пьером Древе, отцом и сыном Пуайи, и другими выдающимися мастерами. Сам он гравировал вид катафалка Марии-Терезии, супруги Людовика XIV.

## Галерея
- Пир Дидоны и Энея. 1704. Холст, масло. Замок Со (О-де-Сен), Франция
- Герцогиня Мэн в образе Клеопатры. Ок. 1690. Холст, масло. Музей истории Франции, Версаль
- Принцесса Мария Луиза Стюарт. ок. 1705. Холст, масло
- Барон Фридрих фон Кнабенау. Ок. 1670. Холст, масло. Местонахождение неизвестно
- Франсуаза Мари де Бурбон, герцогиня Орлеанская. Ок. 1692. Холст, масло. Музей истории Франции, Версаль
- Герцогиня де ла Ферте с герцогом Бретонским и герцогом Анжуйским. Ок. 1711. Холст, масло. Темпл Ньюсам, Лидс, Западный Йоркшир, Англия
- Шарль Моутон. 1690. Холст, масло. Лувр, Париж
- Джеймс Фрэнсис Эдуард Стюарт. Ок. 1700. Холст, масло. Музей земли Нижняя Саксония, Ганновер